# Aldilene Souza
Aldilene Souza (Macapá),  é uma política brasileira, filiada ao PDT. 
Nas eleições de 2022, foi eleita deputada estadual pelo AP.